# Список об'єктів Світової спадщини ЮНЕСКО в Ємені
В списку об'єктів Світової спадщини ЮНЕСКО в Ємені налічується 4 найменування (станом на 2011 рік).
| № | Зображення | Назва                       | Розташування     | Час створення | Рік внесення до списку          | №                                                   | Критерії    |
| - | ---------- | --------------------------- | ---------------- | ------------- | ------------------------------- | --------------------------------------------------- | ----------- |
| 1 |            | Старе укріплене місто Шибам | місто Шибам      | III століття  | 1982                            | 192 [Архівовано 25 грудня 2018 у Wayback Machine.]  | iii, iv, vi |
| 2 |            | Історичний центр міста Сана | місто Сана       | —             | 1986                            | 385 [Архівовано 25 грудня 2018 у Wayback Machine.]  | iv, v, vi   |
| 3 |            | Історичне місто Забід       | —                | —             | 1993 (під загрозою з 2000 року) | 611 [Архівовано 25 грудня 2018 у Wayback Machine.]  | ii, iv, vi  |
| 4 |            | Архіпелаг Сокотра           | Індійський океан | —             | 2008                            | 1263 [Архівовано 25 грудня 2018 у Wayback Machine.] | x           |